# نادي إي كي 82 لكرة اليد
نادي إي كي 82 لكرة اليد هو نادي كرة يد في إسكتلندا تأسس في سنة 1972 يقع مقره في إيست كيلبريد. يلعب في الدوري الإسكتلندي لكرة اليد.

## البطولات
- الدوري الإسكتلندي لكرة اليد :
  - 1973/74، 1974/75، 1975/76، 1976/77، 1977/78، 1978/79، 1982/83، 1983/84